# Pfarrkirche Grillenberg

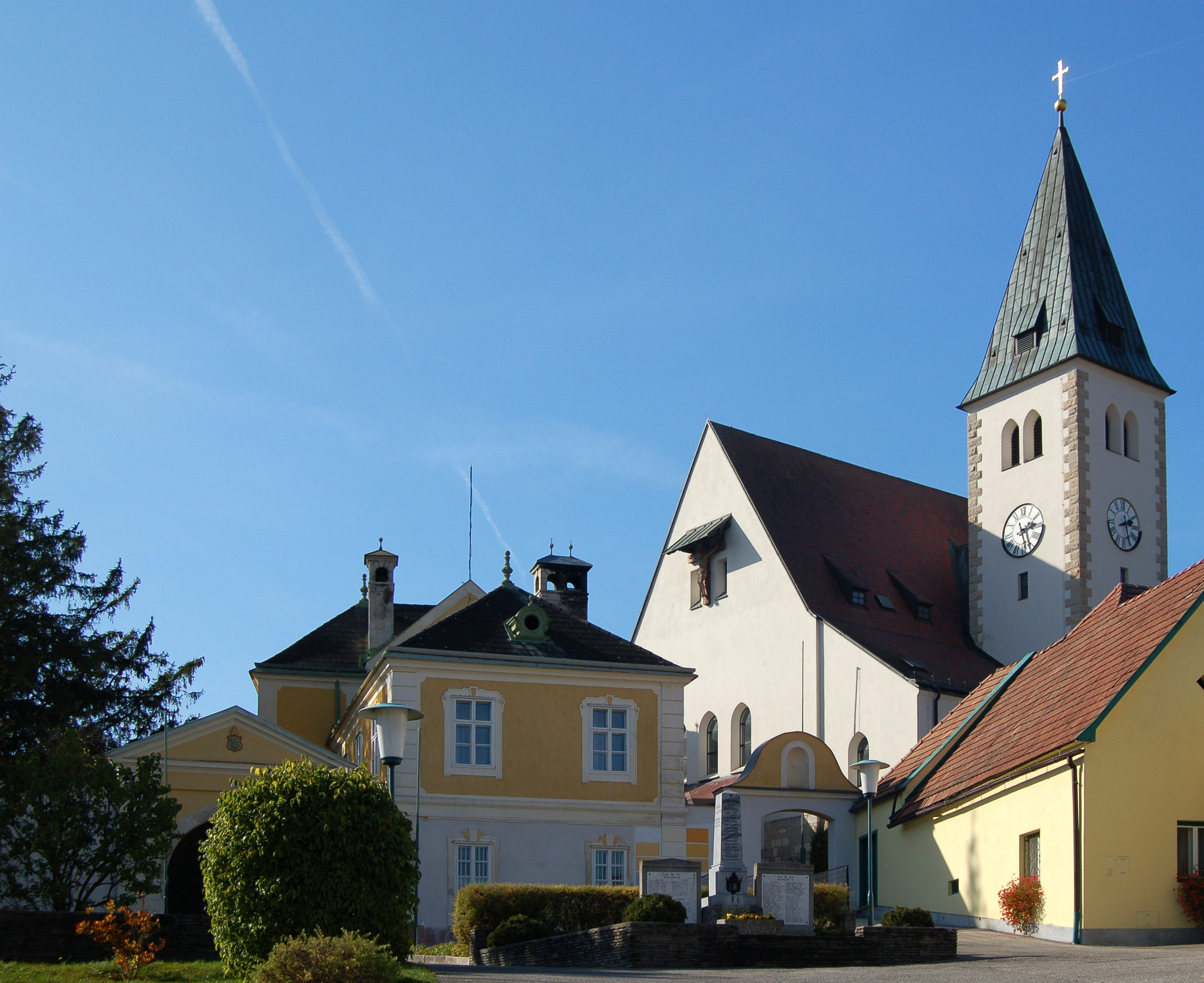
Katholische Pfarrkirche hl. Margareta in Grillenberg

Die römisch-katholische Pfarrkirche Grillenberg steht im Ort Grillenberg in der Marktgemeinde Hernstein im Bezirk Baden in Niederösterreich. Die dem Patrozinium der Heiligen Margareta von Antiochia unterstellte Pfarrkirche, dem Stift Melk inkorporiert, gehört zum Dekanat Pottenstein im Vikariat unter dem Wienerwald der Erzdiözese Wien. Die Kirche steht unter Denkmalschutz (Listeneintrag).

## Geschichte
Der Ort war schon vor 1232 dem Stift Melk inkorporiert. Der Turm der dreischiffigen gotischen Vorgängerkirche ist bei einem Umbau eingestürzt. Daraufhin wurde zum 80. Geburtsjahr (1830) von Kaiser Franz Joseph I. ein kompletter Neubau nach den Plänen der Architekten Karl Troll und Johann Stoppel begonnen.

## Architektur
Der nach Norden orientierte neugotische Kirchenbau mit einem Ostturm ist vom Pfarrhof und Wirtschaftsgebäuden und von der ehemaligen Friedhofsmauer eng umstellt.
Das Langhaus unter einem steilen Satteldach mit Spitzbogenfenstern und einem hohen Steinquadersockel hat ein kurzes Seitenschiff im Osten. Der eingezogene Chor mit einem geraden Schluss hat ein eigenes Satteldach. Der Ostturm zeigt eine Eckquadrierung und spitzbogige Doppelschallfenster und trägt einen Spitzhelm.
Das Kircheninnere zeigt sich als schlichtes vierjochiges Langhaus mit Spitzbogenwandarkaden und einem eingezogenen Chor unter Kreuzgewölben. Die Orgelempore steht im Süden.

## Ausstattung
Die Glasmalereien aus 1911 zeigen im Chor Anna mit Maria und Johannes Nepomuk und im Langhaus Theresa von Avila, Josef und Maria, beide mit Kind. Die Orgel stammt von Franz Ullmann.

## Einrichtung
Die Einrichtung wurde aus der Vorgängerkirche übertragen.
Der Hochaltar aus 1646 mit einem Aufbau mit korinthischen Säulen unter einem reich verkröpften Segmentgiebel trägt auf seitlichen Postamenten Statuen von Bischöfen und zeigt das Altarblatt hl. Margareta vom Maler Josef Tremier 1832 als Kopie nach Raffael und darüber eine Dreifaltigkeitsgruppe mit dem Heiligen Geist in einem Strahlenkranz vor einem querovalen Fenster.
Die polierweißen Statuen Gregor und Hieronymus aus der Mitte des 17. Jahrhunderts stehen an der Laibung des Triumphbogens.
Das Bild Schutzmantelmadonna in einem Neorokokorahmen malte Maria Schöffmann 1916.
Eine Glocke nennt Johann Caspar Hofbauer 1775.

## Grabdenkmäler
- Im Fußboden der Vorhalle des Turmes befindet sich ein Grabstein mit Totenkopfsymbol 1681.